# پیوند اچ‌دی موبایل
پیوند اچ دی موبایل (Mobile High-definition Link) یا ام اچ ال (MHL) نوعی استاندارد است که برای توسعه رابط های صدا و تصویر ایجاد شده است.
در این حالت می‌توان تلفن های همراه و سایر وسایل الکترونیکی قابل حمل که این استاندارد را دارند را به تلویزیون‌های اچ دی (High-definition television) یا اچ دی تی وی (HDTV) متصل کرد.
از ویژگی‌های استاندارد ام اچ ال وجود یک کابل با یک رابط پین دار (با پین کم) است که قابلیت پشتیبانی تا کیفیت بالای ۱۰۸۰p یعنی ۱۰۸۰پی را دارد و هم زمان می‌تواند دستگاهی که به اچ دی تی وی وصل است را شارژ کند.همچنین با نصب اپلیکیشن (نرم‌افزار) مخصوص روی موبایل ، میتوان از طریق ریموت کنترل TV عملکردهای موبایل را کنترل کرد.
به طور خلاصه، در گوشی های موبایل می توان توسط کابل ام اچ ال و و اتصال یک طرف آن به میکرو یو اس بی (Micro USB) خروجی اچ دی ام آی (HDMI) دریافت کرد.

## ویژگی ها
- اچ دی تی وی می‌تواند دستگاهی که توسط این کابل به آن متصل شده است را شارژ کند.
- می توان تلفن های همراه را توسط یک کابل نازک، کابل ام اچ ال (MHL Cable) به اچ دی تی وی وصل کرد.
- کنترل از راه دور اچ دی تی وی توان کنترل کردن دستگاه متصل شده به آن را دارد.
- ویدئو غیر فشرده اچ دی تا ۱۰۸۰p
- صدای غیر فشرده ۸ کاناله (صدای فراگیر ۷.۱ یا ۷.۱ surround sound)
- پشتیبانی از حفاظت محتوای دیجیتالی پهنای باند بالا (High-bandwidth Digital Content Protection) یا اچ دی سی پی (HDCP)